# Crazy Bats
Crazy Bats (eerder Space Center en Temple of the Night Hawk) is een overdekte stalen achtbaan in het Duitse attractiepark Phantasialand.

## Geschiedenis
Crazy Bats werd op 1 april 1988 geopend onder de naam Space Center. De achtbaan werd na 18 maanden bouwen en een investering van ongeveer ℳ 15.000.000. opgeleverd met een ruimtethema. In de ruimte waar de achtbaan zich bevindt zaten zeer veel lichtpunten en ruimteattributen gemonteerd om de indruk te geven dat men door de ruimte vloog. Onder het gebouw van de attractie bevond zich de attractie Hollywood Tour. 
Om beter bij het nieuw ontstane thema Wuze Town te passen werd de achtbaan in 2001 omgebouwd en hernoemd naar Temple of the Night Hawk. Het overgebleven ruimtethema werd verwijderd, verborgen, overgeschilderd of afgeschermd en het station werd gethematiseerd als oerwoud door middel van geluiden en kunstplanten. De wachtrij en het station werden groen geschilderd, en de voorshows werden afgedekt. Het nieuwe verhaal achter de attractie is dat de "Nachthavik" de oppergod van de Wuzen is. Er werd tevens een irrigatiesysteem op de hal geïnstalleerd zodat deze groener zou worden, maar dit gaf niet het gewenste resultaat. Als tussenoplossing werden er daarom camouflagenetten over het gebouw gehangen, maar die werden na een grote brand elders in het park verwijderd wegens strengere voorschriften. Tijdens de zomer van 2008 werd de hal opnieuw gedecoreerd en geschilderd. Tevens werd toen de raketverlichting op de treinen uitgeschakeld. Tot 2010 vond de achtbaanrit plaats met enkele laserprojecties van een valk. Die werden geprojecteerd op portalen over rechte stukken van de baan en waren meerdere keren te zien. Tot de wintersluiting 2014-2015 vond de rit vervolgens in totale duisternis plaats. Tijdens deze wintersluiting werd een nieuwe soundtrack aangebracht van het bedrijf IMAscore. Tevens werden er enkele oude lichteffecten en speakers gerepareerd. 
In 2019 kreeg de attractie nogmaals een nieuw thema door de toevoeging van virtual reality aan de rit. Hierbij worden bezoekers ondergedompeld in het verhaal van enkele komische vleermuizen, en als dusdanig werd de naam van de achtbaan veranderd in Crazy Bats. Naast de toevoeging van de VR-technologie werd het gebouw opnieuw geschilderd en werden ook de wachtrij en het station volledig vernieuwd.

## Ritinformatie
Crazy Bats heeft een ritduur van 4:00 minuten en de achtbaantrein wordt onderweg drie maal opgetakeld met een kettingoptakeling. Er zijn vier achtbaantreinen beschikbaar met ieder zeven wagons, iedere wagon biedt plaats aan twee rijen van twee personen voor een totaal van 28 personen per trein. Door de VR-toevoeging in 2019 is de instaptijd veel langer waardoor er maar twee treinen ingezet worden en de capaciteit van de achtbaan dus nog maar de helft van die daarvoor bedraagt: 800 personen per uur. Van 2015 tot 2019 klonk er een soundtrack tijdens de rit, gemaakt door het bedrijf IMAscore. Er staat tevens maar één speaker in de loods van de achtbaan. Voorheen was er doorlopende muziek van de film Dinosaur in het station en tijdens de rit te horen.

## Trivia
- Oorspronkelijk zou de baan Orion heten, maar toen bleek dat dit een bekende naam in de Duitse pornografie was, werd deze tijdens de bouw veranderd in Space Center.
- De achtbaan zou oorspronkelijk gebouwd worden door BHS/Zierer in samenwerking met het Italiaanse bedrijf Itrasys. Ook zou de baan lineaire inductiemotoren bevatten. Hoewel de baanlay-out en modellen reeds waren gemaakt, koos Phantasialand om financiële reden voor Vekoma.
- Gedurende de rit passeren de treinen 3 lift hills. Door fans wordt de attractie daarom ook wel eens Temple of the Lift Hill genoemd.[bron?]

Lijst van attracties in Phantasialand · Quick Pass · afbeeldingen